# Egilbert (Bamberg)

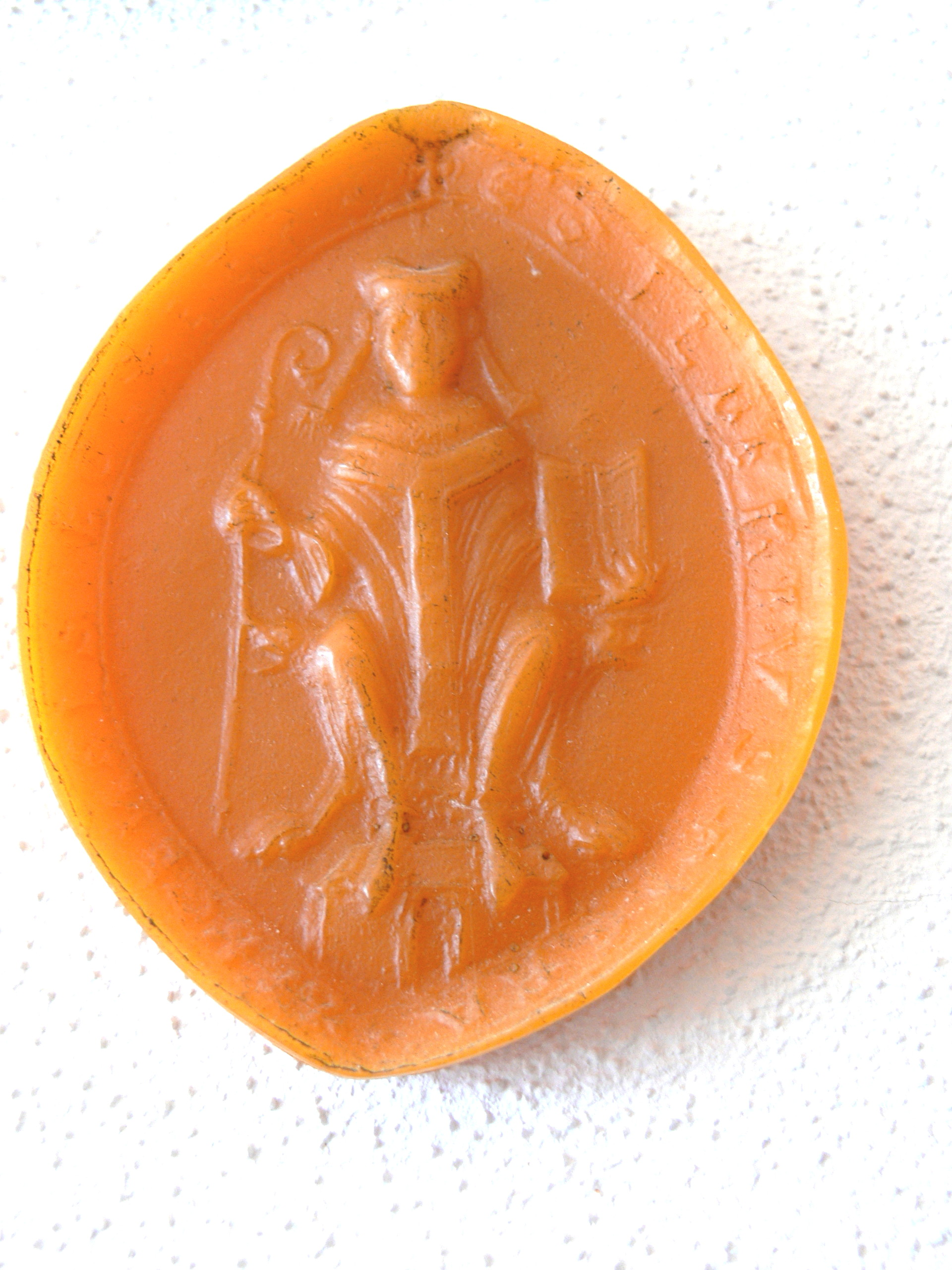
Bischofssiegel von 1145

Egilbert († 29. Mai 1146 in Bamberg) war Patriarch von Aquileja (1129–?) und Bischof von Bamberg (1139–1146).

## Leben
Domdekan des Kapitels von Bamberg wurde er 1120. 1129 wurde er als Patriarch von Aquileja berufen, wo er sich jedoch nicht halten konnte und nach Bamberg zurückkehrte. Nach dieser Rückkehr erhielt er die Propstei St. Gangolf. Nach dem Tode des Bischofs Otto erkor ihn das Domkapitel im Juli des Jahres 1139 zum neuen Bischof. Zur Bischofsweihe reiste er nach Rom und erhielt diese im Oktober 1139 durch Papst Innozenz II. (1130–1143). Innozenz überreichte ihm auch das Pallium. Bischof Egilbert verstarb am 29. Mai 1146.

### Geschehnisse im Bistum
Unter Egilbert vergrößerte sich das Bistum um die ehemaligen Schweinfurter Erbgüter Pottenstein und Rodach bei Kronach. Des Weiteren kamen die Burgen Giech und Lichtenfels an Bamberg. Das größte Ereignis während seiner Regierungszeit war kurz vor seinem Tod die Heiligsprechung Kaiser Heinrich III. durch Papst Eugen III. (1145–1153) am 11. März 1146.

## Grab
Bischof Egilbert ist zusammen mit den Bamberger Bischöfen Eberhard I., Timo, Wulfing von Stubenberg und Heinrich II. von Sternberg in einem Steinsarg bestattet, der heute an der Südwand der Krypta unter dem Ostchor des Bamberger Doms steht.